# Zbor transatlantic
Un zbor transatlantic este un zbor al unei aeronave peste Oceanul Atlantic, din Europa, Africa sau Orientul Mijlociu către America de Nord, America Centrală, America de Sud, sau invers. Astfel de zboruri au fost efectuate cu aeronave cu aripi fixe, dirijabile, baloane și alte aeronave.

## Istoric

### Primele zboruri transatlantice

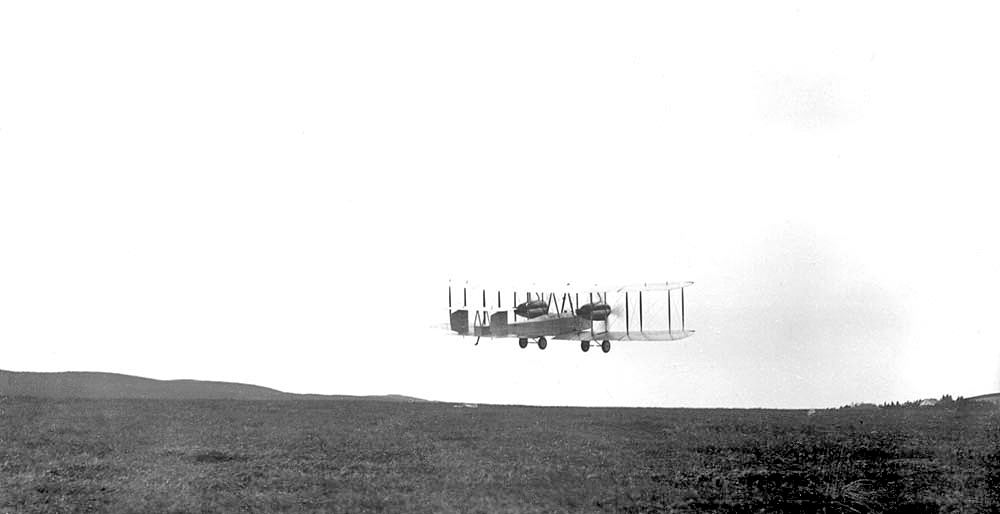
Alcock și Brown au efectuat primul zbor transatlantic în 1919. Ei au decolat din St. John's, Newfoundland.

Posibilitatea zborului transatlantic cu aeronave a apărut după Primul Război Mondial, când au fost realizate progrese enorme în ceea ce privește capacitățile aeriene. În aprilie 1913 ziarul londonez Daily Mail a oferit un premiu de 10.000 de lire sterline (887.414 ₤ la nivelul anului 2015) către 
| “ | "aviatorul care va traversa Atlanticul cu un aeroplan într-un zbor din orice punct al Statelor Unite ale Americii, Canada sau Newfoundland și orice punct din Marea Britanie sau Irlanda în 72 de ore fără oprire". | ” |

Întrecerea a fost suspendată odată cu izbucnirea războiului în 1914, dar s-a reluat după ce Armistițiul a fost declarat în 1918.

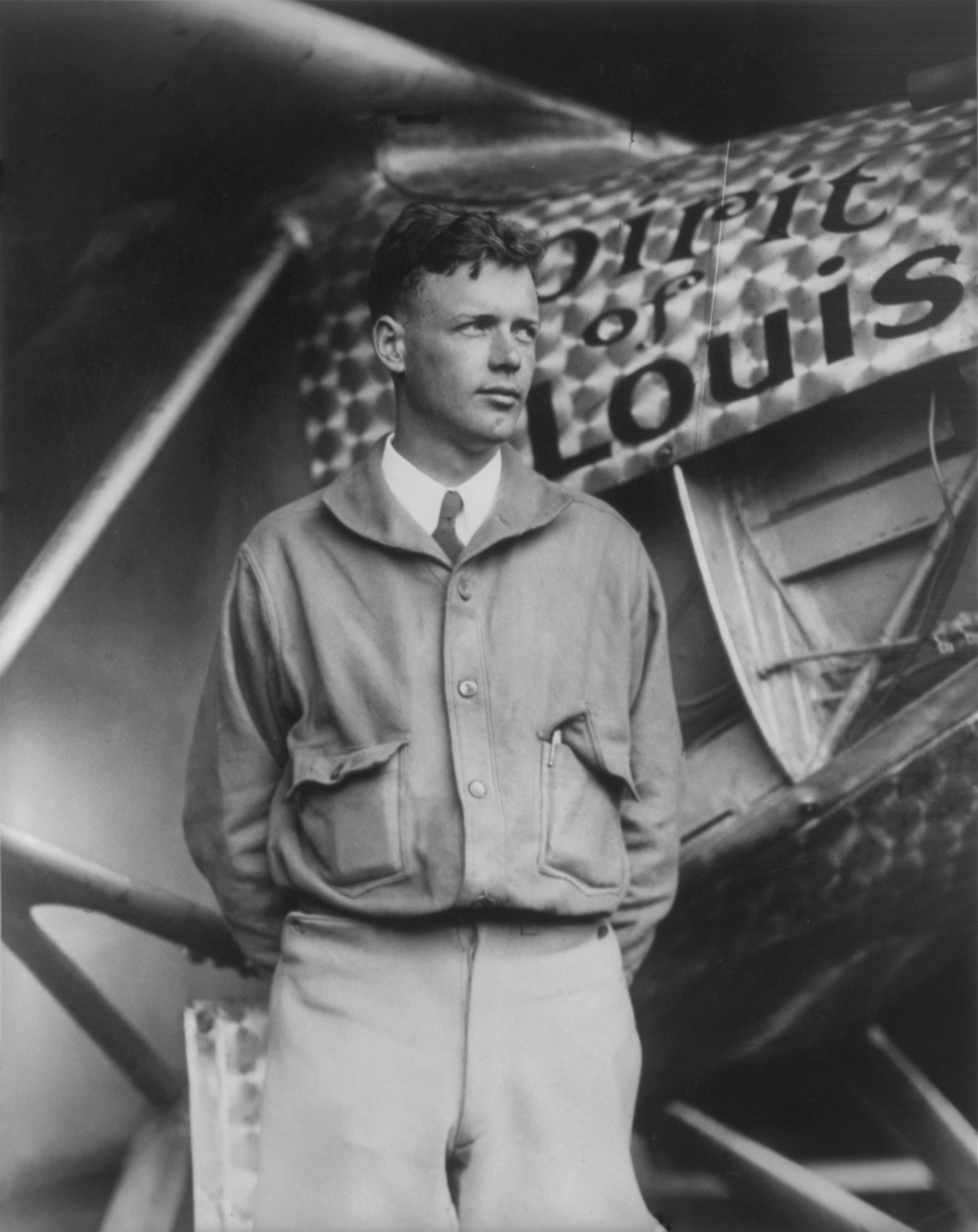
Charles Lindbergh cu Spirit of St. Louis – 1927.

Primul zbor transatlantic cu un dirijabil rigid și primul zbor transatlantic de întoarcere au fost efectuate la doar câteva săptămâni după zborul transatlantic al lui Alcock și Brown, la 2 iulie 1919. Maiorul George Herbert Scott din cadrul Royal Air Force a zburat cu aeronava R34 alături de echipajul și pasagerii din RAF East Fortune, Scoția către Mineola, New York (din Long Island), acoperind o distanță de aproximativ 3.000 de mile (4.800 km), în aproximativ patru zile și jumătate.
În dimineața zilei de vineri, 20 mai 1927, Charles Lindbergh a decolat de pe aerodromul Roosevelt din Mineola, New York, într-o încercare reușită de a zbura fără escală de la New York pe continentul european. În următoarele 33,5 ore, Lindbergh și aeronava Spirit of St. Louis au întâmpinat multe provocări înainte de aterizarea pe aeroportul Le Bourget de lângă Paris, Franța, la ora 10:22 p.m. sâmbăta, 21 mai 1927, completând prima traversare singură a Atlanticului.